# 扎哈罗夫农村居民点 (克列茨卡亚区)
扎哈罗夫农村居民点（俄语：Захаровское сельское поселение）是俄罗斯联邦伏尔加格勒州克列茨卡亚区所属的一个农村居民点。其下辖有6个居民点，行政中心为扎哈罗夫。据2016年统计，该农村居民点的人口为1612人。